# ورقة 5 يورو
الورقة النقدية ذات فئة 5 يورو (5 يورو) هي الأولى في الاتحاد الأوروبي من حيثُ الترتيب التصاعدي للقيمة النقدية، وهي أقل قيمة للأوراق النقدية باليورو وقد أستخدمت منذُ إدخال اليورو في شكله النقدي في عام 2002،  حيثُ تستخدم في 25 دولة تُعتبر عملتها الوحيدة من بينها 22 بلد اعتمدته رسميا. في يونيو 2020 كانَ هُناك ما يقرب من 1.959.000.000 أوراق نقدية من فئة 5 يورو متداولة في جميع أنحاءِ منطقة اليورو، وهي خامس فئة منتشرة على نطاق واسع، حيثُ تمثل 7.8٪ من إجمالي الأوراق النقدية. وتُشير التقديرات إلى أنَ متوسط عمر الأوراق النقدية فئة 5 يورو أقل من عام قبل أنَ يتم استبدالها بسببِ التآكل.
وهي أصغر الاوراق النقدية من عملة اليورو، وابعادها 120 مليمتر× 62 مليمتر (4.7 بوصة × 2.4 بوصة)، ولونها رمادي. وتمثّل قوس من الهندسةالمعمارية (حتَّى القرن الخامس). تمتلك الورقة النقدية ذات فئة 5 يورو العديد من خصائص الأمن مثل علامة مائية من الحبر فوق البنفسجي على الصورة العاكسة الثلاثية الأبعاد الصغيرة أو متناهية الصغر التي تثبت شرعيتها.
في 8 نوفمبر 2012 أعلن البنك المركزي الأوروبيّ أنَّه سيستبدل السلسلة الأولى من الأوراق النقدية بسلسلة يوروبا، بدءًا من الورقة النقدية فئة 5 يورو في 2 مايو 2013.

## التاريخ
تأسس اليورو في 1 يناير 1999، وأصبح عملة أكثر من 300 مليون شخص في أوروبا. وخلال السنوات الثلاث الأولى من وجوده كانَ عملة غير مرئية، ويستخدم فقط في المحاسبة، لم يقدم النقد باليورو حتَّى 1 يناير 2002، عندما حلت محل الأوراق النقدية والعملات المعدنيّة الوطنيَّة للبلدان في منطقة اليورو، مثل الجنيه الأيرلندي والشلن النمساوي.
انضمت سلوفينيا إلى منطقة اليورو في عام 2007،  وقبرص ومالطا في عام 2008،  وسلوفاكيا في عام 2009،  وإستونيا في عام 2011  ولاتفيا في 1 يناير 2014.

### فترة التغيير
استمرت فترة التغيير التي بدلت فيها العملات الورقية والمعدنية مقابل اليورو لمدَّة شهرين تقريبًا، من 1 يناير 2002 حتَّى 28 فبراير 2002، ويَختلف التاريخ الرسميّ الذي توقفت فيهِ العملات الوطنيَّة من دولة لأخرى. وكان أقرب تاريخ في ألمانيا، حيثُ توقفت عملتها رسميًا في 31 ديسمبر 2001، على الرغم من أنَ فترة التبادل استمرت لمدَّة شهرين آخرين. حتَّى بعدَ أنَ توقفت العملات القديمة، أستمر قبولها من قبل البنوك المركزيَّة الوطنيَّة لفترات تتراوح إلى عشر سنوات، وبعض الدول إلى الأبد.

### التغييراتِ
تحمل المُلاحظات المطبوعة قبل نوفمبر 2003 توقيع الرئيس الأول للبنك المركزي الأوروبي ويم دويسنبرغ الذي حل محله جان كلود تريشيه في 1 نوفمبر 2003، ويظهرُ توقيعه على الأوراق النقدية من نوفمبر 2003 إلى مارس 2012. وتحمّل الأوراق النقدية الصادرة بعدَ مارس 2012 توقيع الرئيس الثالث للبنك المركزي الأوروبيّ ماريو دراجي.
حتَّى مايو 2013 كانت هُناك سلسلة واحدة فقط من أوراق اليورو، ولكنَّ تقرر إصدار سلسلة جديدة مماثلة للسلسلة الأولى. واستُبدلت الأوراق النقدية بترتيب تصاعدي. لِذلك فالورقة الجديدة الأولى هي فئة 5 يورو المُتداولة منذُ 2 مايو 2013. وَالتي أعلن عن تصميمها الجديد في 10 يناير 2013 في المتحف الأثري في فرانكفورت (ألمانيا)، بينما تشبه إلى حد كبير المُلاحظات الحالية، فإنها تتضمن تغييرات طفيفة في التصميم بخريطة محدثة وصورة ثلاثية الأبعاد لأوروبا. وتعكس المُلاحظات الجديدة توسع الاتِّحاد الأوروبي؛ ولكنَّ دون العضوين الأخيرينِ قبرص ومالطا حيثُ أنَ قبرص خارج الخريطة إلى الشرق، ومالطا كانت أصغر من أنَ تصور.) وكانت المرة الأولى التي أستخدمت فيها الأبجدية البلغارية السيريلية على الأوراق النقدية نتيجةً انضمام بلغاريا إلى الاتِّحاد الأوروبيّ في عام 2007. لِذلك تضَّمنت السلسلة الجديدة من الأوراق النقدية باليورو "ЕВРО" وهو التهجئة البُلغاريَّة لليورو. ويُعلَن البنك المركزي الأوروبيّ في الوقت المناسب عندما تفقد الأوراق النقدية من السلسلة الأولى حالة المناقصة القانونية.

## التصميم

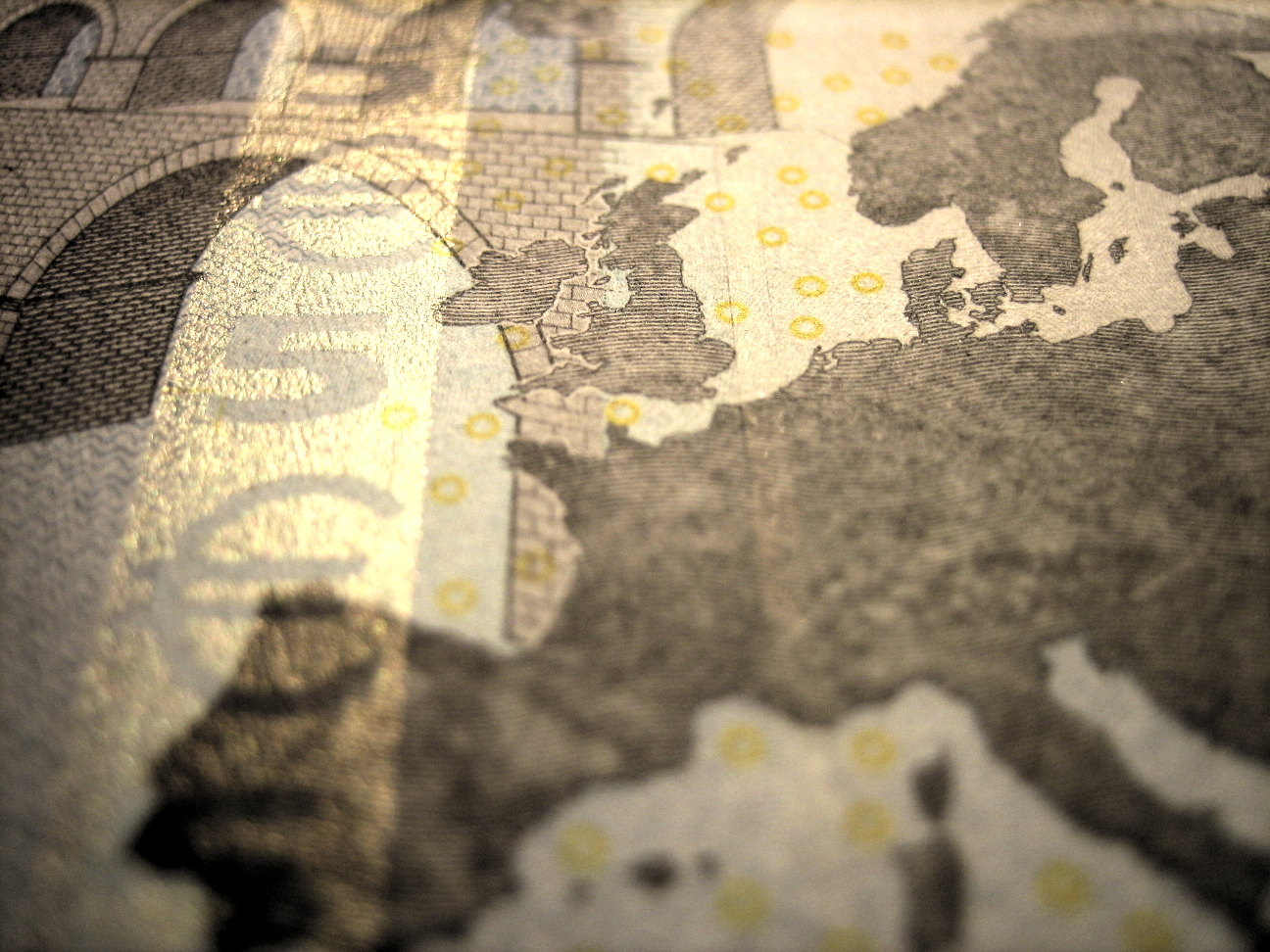
خريطة أوروبا وجسر العصر الكلاسيكي

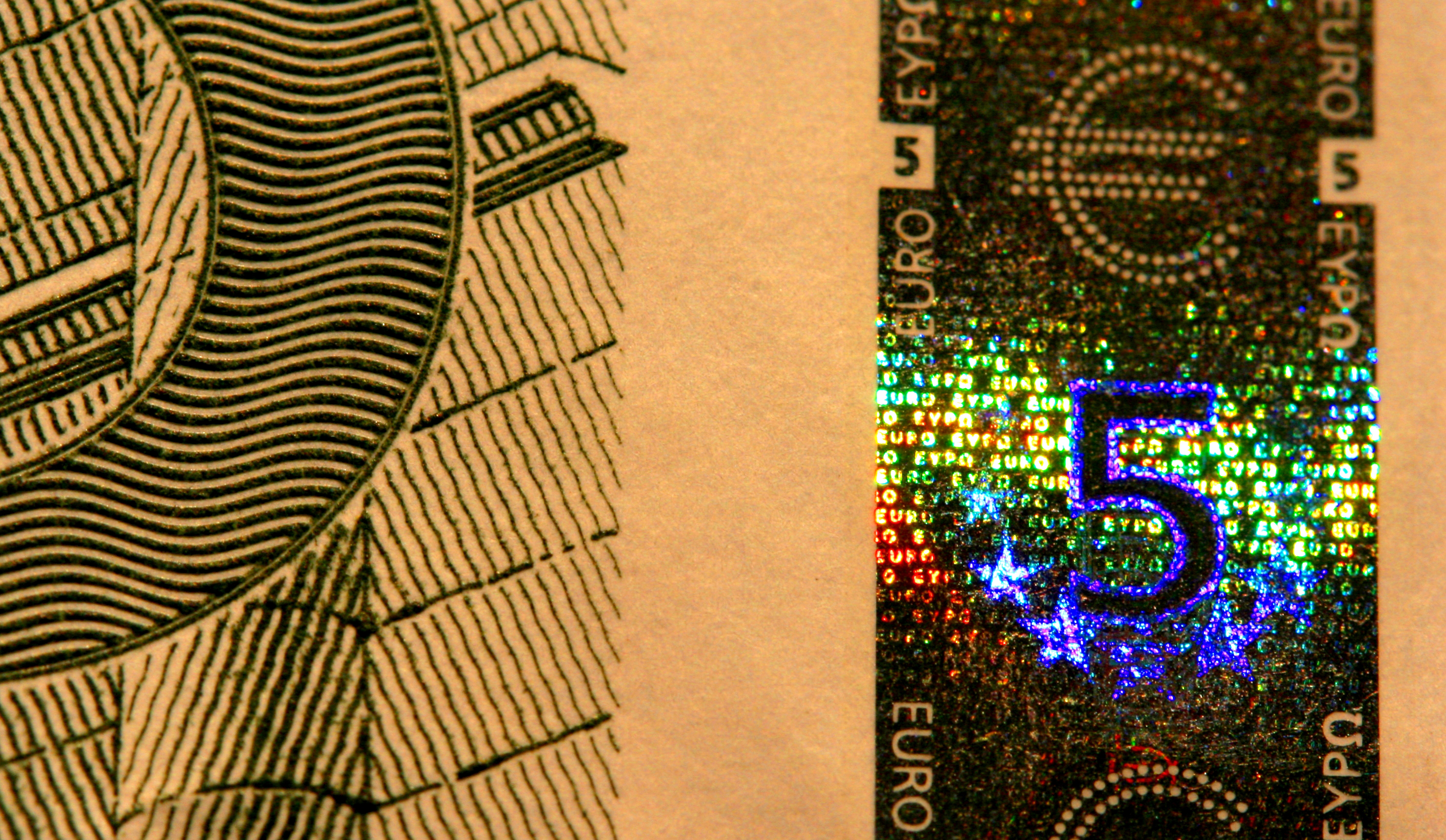
الفرقة الثلاثية الأبعاد على ورقة نقدية من فئة الخمس يورو

الورقة النقدية فئة 5 يورو هي الأصغر بحجم 120 مليمتر × 62 مليمتر (4.7 بوصة × 2.4 بوصة) باللون الرمادي. ويظهرُ في جميع الأوراق النقدية الجسور أو الأقواس أو المداخل بأسلوب أوروبي تاريخي مختلف، حيثُ تظهر العملة الورقية فئة 5 يورو الحقبة الكلاسيكية (حتَّى القرن الخامس). على الرغم من أنَ التصميمات الأصليَّة لروبرت كالينا كانت تهدف إلى إظهار آثار حقيقية، إلَّا أنَّه لأسباب سياسيَّة فإنَّ الجسر والفن مجرد أمثلة افتراضية للعصر المعماري.
تحتوي أوراق اليورو على الفئة وعلم الاتحاد الأوروبي، وتوقيع رئيس البنك المركزي الأوروبي، والأحرف الأولى من البنك المذكور بلغات الاتِّحاد الأوروبيّ المختلفة، وتصوير مناطق الاتِّحاد الأوروبيّ في الخارج، ونجوم علم الاتحاد الأوروبي، وبها 12 ميزة أمنية موضحة أدناه.

### ميزات الأمان (السلسلة الأولى)
لا تُعتبر ميزات الأمان لفئة 5 يورو عالية مثل الفئات الأخرى، ومع ذلك فهي محمية من خلال:
- صورة ثلاثية الأبعاد بإمالة الملاحَظة يُمكن ملاحظة صورة مجسمة تتغير بين القيمة ونافذة أو مدخل، ولكنَّ في الخلفية، يُلاحظ وجود دوائر متحدة المركز بلون قوس قزح من الأحرف الصغيرة تتحرك من المركز إلى الحواف.[27]
- «كوكبة يورو» عمليات طباعة خاصَّة تمنح اليورو شعورًا فريدًا.
- شريط لامع يظهر معَ الإمالة شريط لامع وفيه رقم القيمة ورمز اليورو.
- العلامات المائية تظهر عندما تكون الورقة النقدية ضدَّ الضوء.
- «الطباعة المرتفعة» أساليب الطباعة الخاصّة تجعل الحبر يبدو مرتفعًا أو أكثر سمكًا في الصورة الرئيسية، والحروف وأرقام القيمة على مقدمة الأوراق النقدية، لتشعر بالبصمة المُرتفعة مرر إصبعك عليها أو اخدشها برفق بأظافرك.[28]
- الحبر فوق البنفسجي تحت الضوء فوق البنفسجي تظهر الألياف المدمجة في الورق ملونة باللون الأحمر والأزرق والأخضر، ويظهرُ علم الاتِّحاد الأوروبيّ باللون الأخضر وله نجومٍ برتقالية، ويتحول توقيع رئيس البنك المركزي الأوروبيّ إلى اللون الأخضر، والنجوم الكبيرة والدوائر الصغيرة على التوهج الأمامي والخريطة الأوروبية، يظهر الجسر ورقم القيمة في الخلف باللون الأصفر.[29]
- الطباعة المصغرة: في العديد من مناطق الأوراق النقدية، يمكنك رؤية الطباعة المصغرة، على سبيل المثال، داخل "ΕΥΡΩ" (EURO بالأحرف اليونانية) في المقدمة. وتحتاج إلى عدسة مكبرة لرؤيتها، وهو نصَّ صغير حاد وغير واضح.
- خيط أمان: يضمن خيط الأمان في الأوراق النقدية، حيثُ يظهر الخيط على شكل شريط داكن مقابل الضور وداخله كلمة "EURO" والقيمة بأحرف صغيرة على الشريط.[30]
- ثقوب: يُمكن رؤية ترى ثقوبًا في الصورة ثلاثية الأبعاد وَالتي ستشكل الرمز € أمام الضوء.
- سطح غير لامع.
- رموز شريطية.
- رقم تسلسلي.

### ميزات الأمان (سلسلة يوروبا)

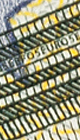
طباعة دقيقة على فئة 5 يورو من سلسلة يوروبا

- العلامة المائية : تظهر صورة لأوروبا وطائفة كهربائيةٍ على كلًا الجانبين تحت ضوء عادي.[7][31]
- صورة الهولوغرام العمودي: عندما تكون الورقة مائلة يكشف الشريط الهولوغرافي الفضي اللون عن صورة يوروبا - نفس الصورة الموجُودة في العلامة المائية، ويُكشف الشريط أيضًا عن نافذة وقيمة الورقة النقدية.
- رقم زمردي : عندما تكون الورقة مائلة يعرضُ الرقم الموجود في الورقة تأثير الضوء الذي يتحرك لأعلى ولأسفل. ويتغير اللون من اللون الأخضر الزمردي إلى اللون الأزرق الغامق.
- طباعة مرتفعة: في مقدمة الورقة توجد سلسلة خطوط مرتفعة قصيرة على الحافتين اليمنى واليسرى، وتبدو أكثر سمكًا.
- أمان التصوير: عند وضع الورقة ضدَّ الضوء يُمكن رؤية رمز اليورو € وقيمة الورقة النقدية بحروف بيضاء صغيرة في الخيط.
- طباعة دقيقة : يُمكن قراءة أحرف صغيرة بِاستخدام عدسة مكبرة.
- الحبر فوق البنفسجي : تلمع بعض أجزاء الأوراق النقدية تحت ضوء الأشعة فوق البنفسجية، وفي الخلف يتوهج ربع دائرة في الوسط بِالإضافة إلى عدَّة مناطق أُخرى باللون الأخضر. ويظهرُ الرقم التسلسُليّ الأفقي والشريط باللون الأحمر.
- ضوء الأشعة تحت الحمراء : تحت ضوء الأشعة تحت الحمراء، يظهر رقم زمردي في الجانب الأيمن من الصورة الرئيسيَّة وفي الشريط الفضي على وجَّه الورقة النقدية.

## التداول
يراقب البنك المركزي الأوروبي عن كثب تداول ومخزون عملات اليورو المعدنيّة والأوراق النقدية، ومن مهام نظام اليورو ضمان إمداد فعال وسلس لأوراق اليورو والحفاظ على سلامتها في جميع أنحاءِ منطقة اليورو.
في مايو 2019، كانَ هُناك 1,910,851,354 ورقة نقدية من «فئة 5 يورو» متداولة في جميع أنحاءِ منطقة اليورو. وتساوي 9,554,256,770 يورو.
وهذا الرقم الصافي يمثل عدد الأوراق النقدية الصادرة عن البنوك المركزيَّة في نظام اليورو، دون التمييز سواءاً كانت متداولة في أيدي المُواطنين أو في الأسهم التي تحتفظ بها مؤسسات الائتمان.
الأرقام كما يلي 3 نوفمبر 2017:
| التاريخ     | الأوراق النقدية | القيمة €      | التاريخ     | الأوراق النقدية | القيمة €      |
| ----------- | --------------- | ------------- | ----------- | --------------- | ------------- |
| يناير 2002  | 1٬919٬890٬327   | 9٬599٬451٬635 | ديسمبر 2008 | 1٬475٬610٬499   | 7٬378٬052٬495 |
| ديسمبر 2003 | 1٬218٬288٬843   | 6٬091٬444٬215 | ديسمبر 2009 | 1٬497٬585٬692   | 7٬487٬928٬460 |
| ديسمبر 2004 | 1٬246٬528٬720   | 6٬232٬643٬600 | ديسمبر 2010 | 1٬522٬271٬959   | 7٬611٬359٬795 |
| ديسمبر 2005 | 1٬284٬662٬576   | 6٬423٬312٬880 | ديسمبر 2011 | 1٬545٬677٬368   | 7٬728٬386٬840 |
| ديسمبر 2006 | 1٬345٬643٬994   | 6٬728٬219٬970 | ديسمبر 2012 | 1٬613٬104٬679   | 8٬065٬523٬395 |
| ديسمبر 2007 | 1٬421٬089٬850   | 7٬105٬449٬250 |             |                 |               |

في مايو 2013 تمَّ إصدار سلسلة جديدة من «أوروبا»، وصدرت السلسلة الأولى من الأوراق النقدية بالتزامنِ معَ تلك الخاصّة ببضعة أسابيع في سلسلة «أوروبا» حتَّى نفاد المخزون الحالي، ثمَّ تسحب تدريجياً من التداول، وهكذا فإنَّ كلًا السلسلتين تسير بالتوازي ولكنَّ النسبة تميل حتمًا إلى انخفاض حاد في السلسلة الأولى.
| التاريخ     | الأوراق النقدية | القيمة €      | السلسلة "1" المتبقية | القيمة €      | النسبة |
| ----------- | --------------- | ------------- | -------------------- | ------------- | ------ |
| ديسمبر 2013 | 1٬672٬391٬858   | 8٬361٬959٬290 | 829٬305٬109          | 4٬146٬525٬545 | 49.6%  |
| ديسمبر 2014 | 1٬715٬872٬011   | 8٬579٬360٬055 | 500٬770٬403          | 2٬503٬852٬015 | 29.2%  |
| ديسمبر 2015 | 1٬766٬164٬560   | 8٬830٬822٬800 | 397٬807٬951          | 1٬989٬039٬755 | 22.5%  |
| ديسمبر 2016 | 1٬805٬152٬448   | 9٬025٬762٬240 | 342٬245٬848          | 1٬711٬229٬240 | 19.0%  |
| ديسمبر 2017 | 1٬863٬194٬983   | 9٬315٬974٬915 | 311٬560٬798          | 1٬557٬803٬990 | 16.7%  |
| ديسمبر 2018 | 1٬935٬901٬993   | 9٬679٬509٬965 | 292٬374٬602          | 1٬461٬873٬010 | 15.1%  |
| ديسمبر 2019 | 1٬988٬757٬004   | 9٬943٬785٬020 | 278٬152٬931          | 1٬390٬764٬655 | 14.0%  |

أحدث الأرقام التي قدمها البنك المركزي الأوروبيّ كالتالي:
| التاريخ     | الأوراق النقدية | القيمة €      | السلسلة "1" المتبقية | القيمة €      | النسبة |
| ----------- | --------------- | ------------- | -------------------- | ------------- | ------ |
| أكتوبر 2020 | 1٬953٬918٬794   | 9٬769٬593٬970 | 268٬802٬063          | 1٬344٬010٬315 | 13.8%  |

## المعلومات القانونيَّة
من الناحية القانونية، يحق لكل من البنك المركزي الأوروبي والبنوك المركزيَّة في دول منطقة اليورو إصدار 7 عملات ورقية مختلفة من اليورو، ومن الناحية العملية تقوم البنوك المركزيَّة الوطنيَّة في المنطقة فقط بإصدار وسحب الأوراق النقدية باليورو، ولا يوجد لدى البنك المركزي الأوروبيّ مكتب نقدي ولا يشارك في أي عمليات نقدية.

## التتبع
هُناك العديد من المُجْتَمَعَات على المستوى الأوروبي، معظمها من موقع «إيرو بيل تراكر» (بالإنجليزية: EuroBillTracker)‏،  تتعقب الأوراق النقدية لليورو التي تمر بين أيديها، لتعرف من أين جائت وإلى أين ذهبت، والهدف من ذلك هو تسجيل أكبر عدد ممكن من المُلاحظات لمعرفة التفاصيل حول انتشارها، وقد سجل إيرو بيل تراكر أكثر من 155 مليون ورقة اعتبارًا من مايو 2016،  بقيمة تزيد عن 2.897 مليار يورو.